# Millennium Mambo
Pour plus de détails, voir Fiche technique et Distribution.
Millennium Mambo (千禧曼波, Qiānxī Mànbō) est un film taïwanais réalisé par Hou Hsiao-hsien, sorti en 2001.

## Synopsis
Vicky travaille le soir dans une boîte de nuit alors que son copain Hao-hao est au chômage. Ce dernier est très jaloux et la surveille étroitement. Elle ne le supporte plus et va se réfugier chez son ami Jack, demi mafieux zen.

## Fiche technique
- Titre : Millennium Mambo
- Titre original : 千禧曼波, Qiānxī Mànbō
- Réalisation : Hou Hsiao-hsien
- Scénario : Chu Tien-wen
- Direction de la photographie : Mark Lee Ping-bin
- Pays d'origine :  Taïwan,  France
- Genre : drame
- Durée : 119 minutes
- Dates de sortie : 
  - France : 19 mai 2001 (Festival de Cannes 2001), 31 octobre 2001 (sortie nationale)
  - Taïwan : 17 novembre 2001

## Distribution
- Shu Qi : Vicky
- Tuan Chun-hao : Tuan Chun-hao dit "Hao-hao"
- Jack Kao : Jack Kao
- Chen Yi-hsuan : Xuan
- Jun Takeuchi : Jun
- Doze Niu : Doze

## Production

### Tournage
- Le tournage d'une scène intime entre Shu Qi et Tuan Chun-hao ne fut pas chose aisée. Les deux comédiens n'étant pas très à l'aise, il a fallu recommencer plusieurs fois la prise, ce qui irrita fortement Hou Hsiao-Hsien, réalisateur très exigeant, qui se saisit d'une chaise et la brisa au sol[1].

## Distinctions
Festival de Cannes 2001
- Prix du Jury[2]
- Nomination pour la palme d'or, le grand prix et le prix de la mise en scène[3]

Golden Horse film festival 2001
- Prix de la meilleure musique
- Prix du meilleur son

Festival du film de Chicago
Hugo d'argent du meilleur film